# Abraham Burgdorffer
Abraham Cornelius Burgdorffer (Kampen, 18 november 1862 - Rotterdam, 13 december 1932) was een Nederlandse ambtenaar, ingenieur en stedenbouwkundige. Hij was achtereenvolgens ingenieur bij de genie, en adjunct-directeur en directeur van de dienst Gemeentewerken van de gemeente Rotterdam.

## Levensloop
Burgdorffer was de zoon van Michel Lodewijk Burgdorffer (1829-1884) en Klazina Maria Westenbrink Meijer (*1834). Hij ontving een opleiding tot ingenieur aan de Koninklijke Militaire Academie te Breda, die hij in 1883 afrondde. Na zijn opleiding diende hij in het leger in Nederlands-Indië tot 1888.
Terug in Nederland werd hij genie-officier in Haarlem of Utrecht, werkzaam als ingenieur in de rang van eerste luitenant. In 1899 begon hij als adjunct-directeur van de dienst Gemeentewerken van de gemeente Rotterdam, waar destijds ook ruimtelijke ordening en stadsontwikkeling onder viel. Op 1 augustus 1910 volgde hij Gerrit de Jongh op als directeur van Gemeentewerken en diende in deze positie tot 1922. Op 30 april van dat jaar nam hij om gezondheidsredenen afscheid van de Dienst der Gemeentewerken en ging hij met pensioen. Hij werd opgevolgd door Hermanus Samuel de Roode.
Burgdorffer ontving de watersnood-medaille voor zijn inzet na de overstroming van 13 en 14 januari 1916. In Rotterdam in de wijk Feijenoord was een straat naar Burgdorffer vernoemd, de Abraham Burgdorfferstraat.

### Personalia
Op 27 januari 1886 huwde Burgdorffer in Alkmaar met Anna Petronella Rommel. Zij overleed op 20 april 1891. Op 30 augustus 1893 hertrouwde Burgdorfer te Castricum met Marianne Willemina Rommel, een zuster van Anna Petronella Rommel. Marianne Wilhelmina Rommel overleed in augustus 1940. Abraham Burgdorffer was de vader van kunstschilder Nicolaas Marius Burgdorffer Geboren 08-11-1889 in Utrecht. Overleden op 22-08-1945 in Batavia, kamp Sint Vincentius. Nicolaas werkte in voormalig Ned. Indie, rond Bandung.

## Werk
De economische toestand in de periode dat Burgdorffer directeur van Gemeentewerken was, was als gevolg van de Eerste Wereldoorlog en de nasleep in de jaren erna, sterk aangetast. Dit was vooral in de Rotterdamse haven voelbaar door het praktisch wegvallen van de wereldhandel. Burgdorffer werkte hard om toch de voor Rotterdam noodzakelijke werken en bouwwerken van de grond te krijgen.

### Havens, kanalen en de luchthaven

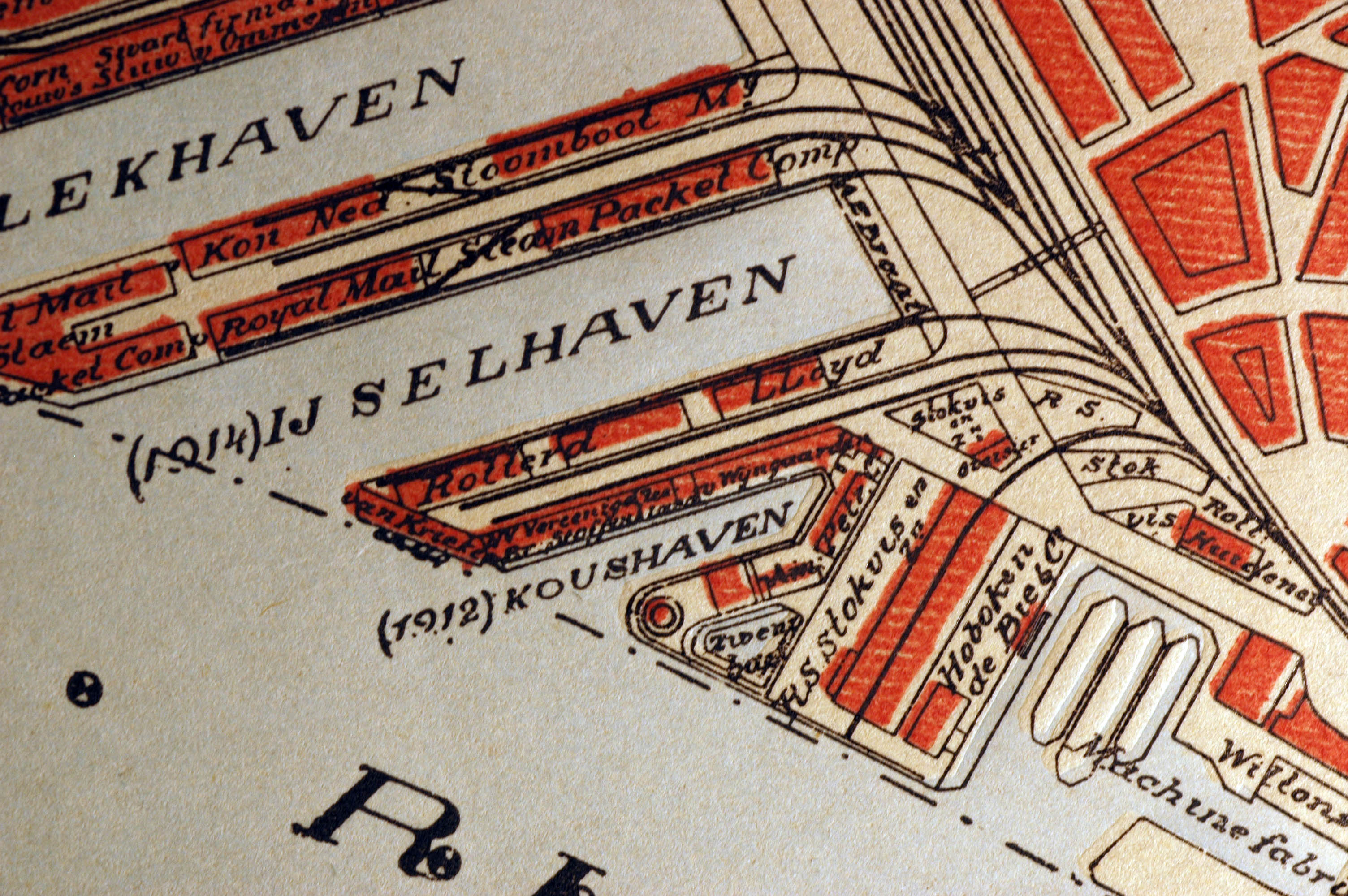
Koushaven met omgeving; gedeelte van een stadsplattegrond uit 1919

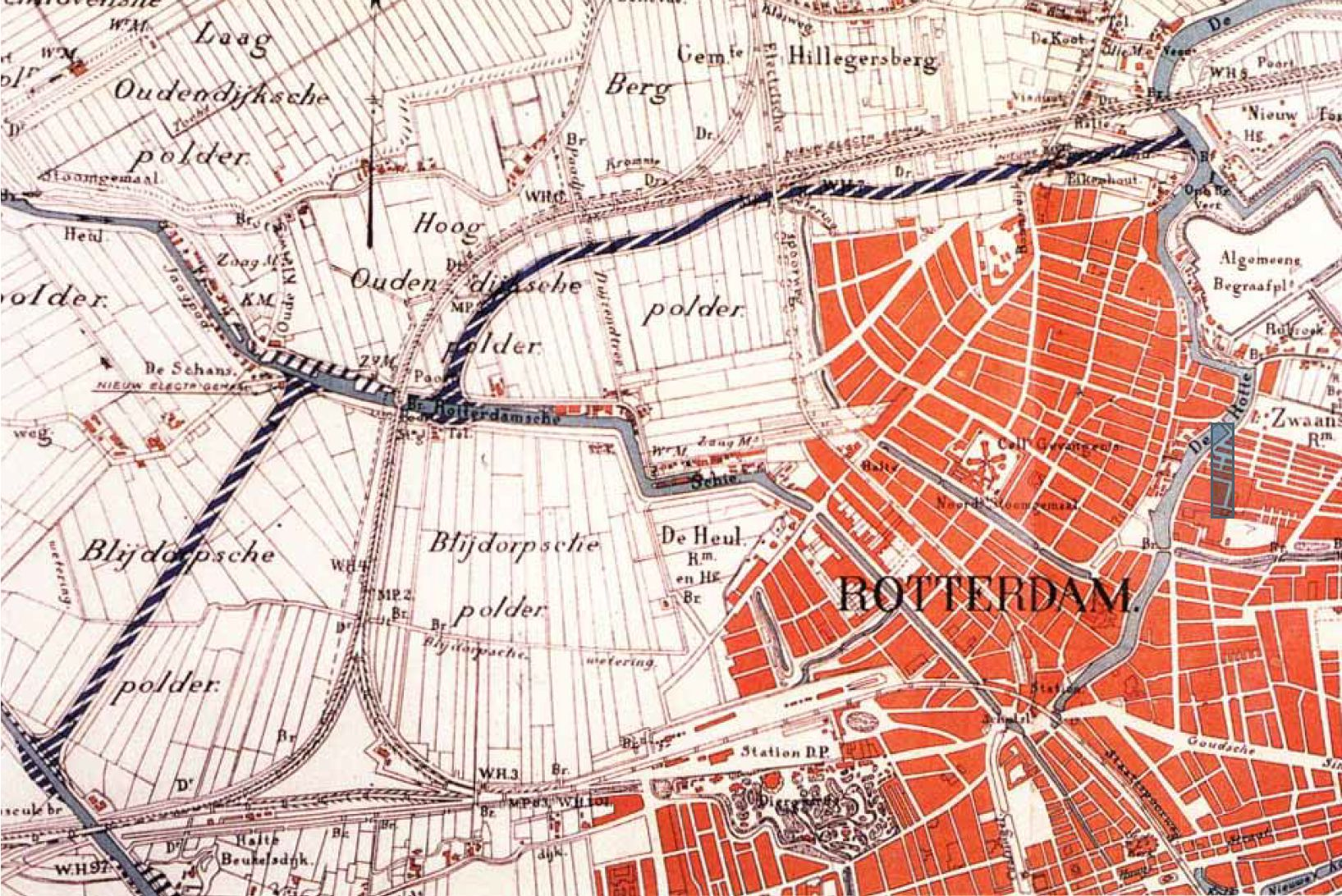
Kanalenplan van Burgdorffer, 1917

Burgdorffer werkte aan de uitbreiding van verschillende havens zoals de Coolhaven en de eerste fase van de Waalhaven. Van der Schoor & van de Laar (2000) vatten Burgdorffers belangrijkste bijdragen in de Haven als volgt samen:
Burgdorffer ontwierp drie grote havens: een gecombineerde hout- en fabriekshaven ten westen van de Waalhaven, een transitohaven (220 tot 320 hectare) vergelijkbaar met de Waalhaven – waarvoor de naam Westerhaven was bedacht – en een petroleumhaven op het uiterste punt van het eiland IJsselmonde, met het oog op het brandgevaar ver verwijderd van Rotterdams stedelijke kern. De aan de noordoostzijde van de Waalhaven gevestigde petroleumbedrijven zouden op termijn naar deze petroleumhaven moeten verhuizen.
Ook kon Burgdorffer het definitieve ontwerp en de aanleg van de Keilehaven, de Lekhaven en de IJselhaven op zijn conto schrijven. Bij de Koushaven kwam naast de aanleg ook het ontwerp geheel voor zijn rekening.
Daarnaast was Burgdorffer verantwoordelijk voor de plannen voor het graven van een verbinding, het Schie-Schiekanaal, tussen de Delfshavense Schie en de Rotterdamse Schie.

### Vliegveld Waalhaven
Burgdorffer was ook betrokken bij de aanleg het vliegveld Waalhaven. In 1919 was het Rotterdamse gemeentebestuur verzocht een vliegveld aan te leggen voor een lijndienst op Londen. Burgdorffer kreeg de opdracht dit te bestuderen, en bracht een maand later rapport uit. Hierin beweerde hij, aldus Zandvliet (1983): 
...dat een terrein van 84 ha, gelegen ten zuiden van de Waalhaven, geschikt zou kunnen zijn voor een aan te leggen vliegveld. Het terrein was in 1914 tijdens de aanleg van de haven opgespoten en verhuurd voor landbouwdoeleinden. Een voordeel was bovendien, dat dit terrein tevens kon dienen als afhandelingsterrein voor watervliegtuigen.

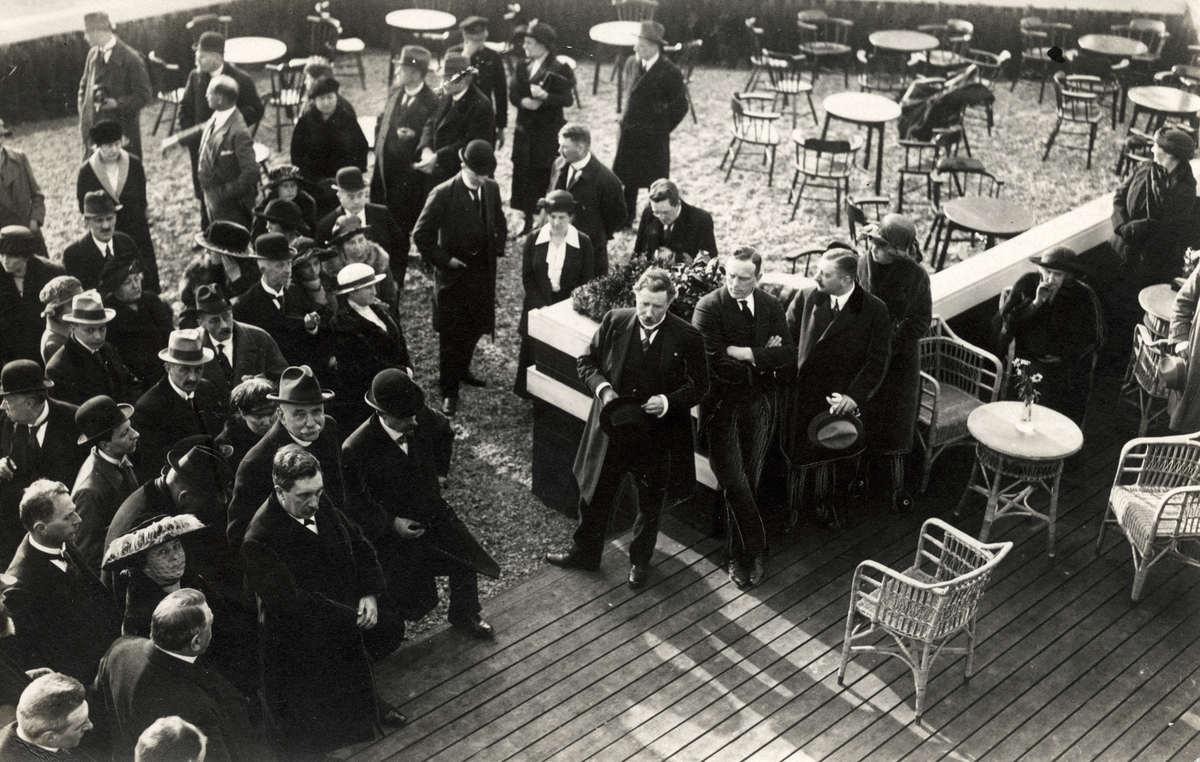
Burgdorffer bij opening hotel-café van de Waalhaven, het vliegveld, 1922

Na het zomerreces stemde de gemeenteraad in met dit plan en stelde een bedrag van f863.000,- beschikbaar voor de bouw en inrichting van het vliegveld. Het eerste gebouw van het vliegveld, een hotel-café-restaurant, werd op 18 maart 1922 feestelijk geopend met een toespraak van Burgdorffer (zie afbeelding). De exploitatie van het vliegveld werd uitbesteed aan drie jaar daarvoor opgerichte Koninklijke Luchtvaart Maatschappij.

### De stad
De bij het graven van de havens vrijkomende grond werd, voor zover die niet nodig was voor de nieuwe haventerreinen, onder meer gebruikt om een gedeelte van de polders rond de Kralingse Plas op te hogen, om daarop naar het idee van De Jongh later het Kralingse Bos te kunnen ontwikkelen.

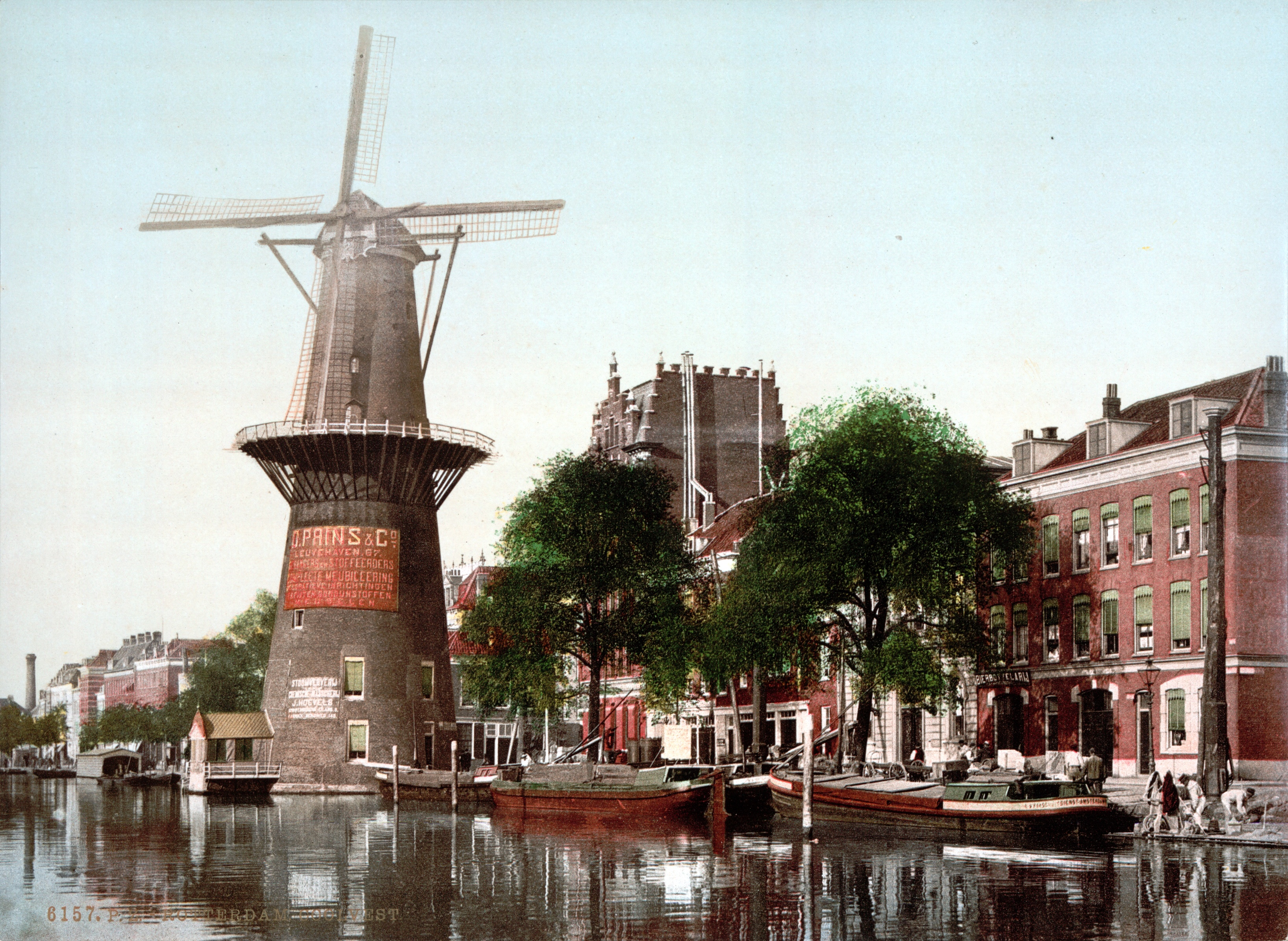
Coolvest in 1900 voor de demping
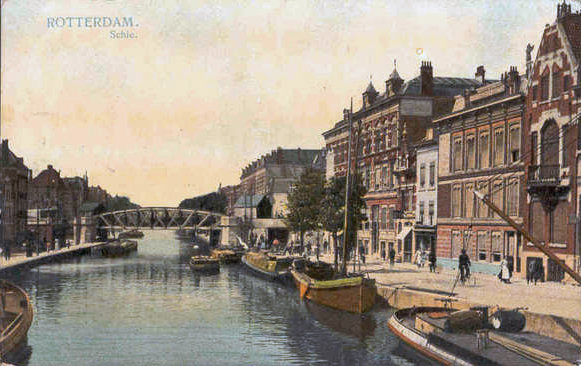
Rotterdamse Schie in 1910

Tevens onderging de stad onder zijn directeurschap vele noodzakelijke ingrepen op verkeerstechnisch terrein. Hij realiseerde het plan om de Coolvest te dempen en te herinrichten als hoofdverbindingsweg en was betrokken bij de bouw van de Mathenesserbrug en de Parksluizen. Voor het ontwerpen van uitbreidingsplannen huurde hij in 1913 de stedenbouwkundige Piet Verhagen in. Samen met hem ontwikkelt hij in de jaren erna onder meer het villapark Rozenburg, de woonwijken Tussendijken, Spangen en de eerste fase van Tuindorp Vreewijk.

## Publicaties
- (fr) Schuurman, C.B., Burgdorffer, A.C (1894). tentatives de débâclage de quelques rivières néerlandaises, Congrès international de navigation intérieure. PIANC.
- Oeververbindingen te Rotterdam, (1921).

Publicaties over Abraham Burgdorffer
- A.C. Burgdorffer - De uitbreiding van de Rotterdamsche haven in de laatste jaren. Artikel in het weekblad De Ingenieur. 's-Gravenhage, 1922
- L.W.H. van Dijk. "In memoriam A.C. Burgdorffer," in: Rotterdamsch Jaarboekje, 1933, p. 92-93
- J. Nieuwenhuis - Mensen maken een stad, 1955

- Gemeinsame Normdatei: 1113688041
- International Standard Name Identifier: 0000 0003 9333 1222
- Nederlandse Thesaurus van Auteursnamen: 069258902
- Système universitaire de documentation: 194525015
- Virtual International Authority File: 201554709
- WorldCat: E39PBJfxdhktMcGcVX8ggK9Yyd